# Mervyn Crossman
Mervyn Richard Crossman, född 7 april 1935 i Home Hill, död 20 juni 2017 i Townsville, var en australisk landhockeyspelare.
Crossman blev olympisk bronsmedaljör i landhockey vid sommarspelen 1964 i Tokyo.